# L'appuntamento di Carl
L'appuntamento di Carl (Carl's date) è un cortometraggio animato in CGI del 2023 scritto e diretto da Bob Peterson e prodotto dalla Pixar Animation Studios.  
Nato come episodio conclusivo della serie animata Una vita da Dug (e annunciato in uscita su Disney+ il giorno di San Valentino del 2023), venne in extremis "trasformato" in un cortometraggio indipendente e rilasciato al cinema prima di Elemental.
Si tratta dell'ultimo prodotto legato al film Up e ultimo lavoro di Ed Asner, voce di Carl, scomparso due anni prima prima dell'uscita.

## Trama
Dopo gli eventi di Up e Una vita da Dug, Carl Fredricksen vive ormai con Dug nella loro nuova casa. Un giorno viene contattato dalla proprietaria di uno dei cani parlanti di Charles Muntz, che dopo gli eventi del film sono stati dati in adozione, e diventa amico della donna. Carl, restio a causa dell'amore mai calato per la defunta moglie Ellie, accetta di iniziare a uscire con la nuova amica, ma prima cerca di prepararsi in modi bizzarri e poco riusciti, per poi capire che è meglio presentarsi senza fingersi diverso da ciò che si è.
Alla fine, Carl esce di casa con Dug per recarsi all'appuntamento con la donna, ma prima saluta la foto di Ellie, promettendole che lei rimarrà sempre il suo unico amore.

## Personaggi
- Carl Fredricksen: è un anziano uomo in pensione, vedovo della sua amata Ellie. Dopo le vicende del film, è diventato meno burbero e più affettuoso e vive con Dug, cane parlante adottato alla fine del lungometraggio. Doppiato in originale da Ed Asner e in italiano da Carlo Valli.
- Dug: è un cane, precedentemente appartenuto a Charles Muntz, antagonista del film, dotato di un collate tecnologico in grado di tradurre i propri pensieri in parole umane. Doppiato in originale da Bob Peterson e in italiano da Neri Marcorè.
- Alpha: è un altro cane di Muntz, divenuto amico di Dug dopo le vicende del film, tanto da essersi auto-retrocesso a Beta, nominando Dug "nuovo" Alpha. È stato adottato dalla nuova amica di Carl. Doppiato in originale da Bob Peterson e in italiano da Andrea Ward.
- Miss Meyer: è un'anziana donna che vive in una casa di riposo, nuova padrona di Alpha. Conosce Carl grazie all'amicizia tra Dug e Alpha e lo invita a uscire insieme. Non parla e compare mai in scena.

## Distribuzione
Il cortometraggio è uscito al cinema allegato al film Elemental il 16 giugno 2023 negli Stati Uniti e il 21 giugno in Italia.

### Edizione italiana
Il doppiaggio italiano, diretto da Massimiliano Manfredi su dialoghi di Roberto Morville, vede Carlo Valli, che aveva già sostituito Giancarlo Giannini nella serie di Disney+, tornare come voce di Carl Fredricksen, Neri Marcorè come Dug e Andrea Ward come Alpha.